# Kriegsman
De Kriegsman is een voormalig waterschap in de provincie Groningen.
De polder was gelegen ten zuiden van de Friesestraatweg bij Aduard, tussen de Langeweersterweg en de Hogeweg. Het waterschap loosde zijn water op de Zuidwending via de Langeweerstertocht, de brede watergang even ten noorden van de Weersterweg. De watergang tussen de molen en het diep heet Hoogemeedster Mandetocht (= mandelige watergang).
Waterstaatkundig gezien ligt het gebied sinds 1995 binnen dat van het waterschap Noorderzijlvest.

## Naam
Het waterschap heette oorspronkelijk de Nieuwe Hoogemeedsterpolder, maar men veranderde zijn naam toen de molen werd herbouwd en de naam De Kriegsman kreeg. Het verhaal gaat dat de molen is genoemd naar de bouwer Krijgsman (Kriegsman op zijn Gronings). In 1967 ging de molen tijdens een storm door brand verloren. Sinds die tijd staat op de plek een gemaal.